# 博特罗普
博特罗普（德語發音：[ˈbɔtʁɔp] ⓘ）是德国北莱茵-威斯特法伦州明斯特行政区范围内的一座非县辖城市，位于鲁尔区的西北部。
博特罗普市位于北莱茵威斯特法伦州的鲁尔工业区。它是的威斯特伐利亚-利珀区域协会和鲁尔地区协会的成员。
博特罗普与雷克灵豪森、格拉德貝克、埃森、丁斯拉肯、奥伯豪森、多斯滕等城市接壤。

## 地理
该城市的总面积约101平方公里。在东西，南北方向的最大延伸为9公里和17公里，在市区最高点是78米（以下简称“山“），最低点海拔26米。

## 区划
博特罗普城由旧博特罗普（Alt-Bottrop）和博特罗普-基希黑伦（Bottrop-Kirchhellen）两个城区组成。每个区都有一个地区办事处。区议会主席是区市长。
旧博特罗普区下辖巴滕布罗克（Batenbrock）、博伊（Boy）、埃伯尔（Ebel）、艾根（Eigen）、富伦布罗克（Fuhlenbrock）、莱姆库勒（Lehmkuhle）、城中心（Stadtmitte）、冯德奥特（Vonderort）、韦尔海姆（Welheim）、韦尔海默马克（Welheimer Mark）等七个下属区。
博特罗普-基希黑伦区下辖埃克尔（Ekel）、费尔德豪森（Feldhausen）、格拉芬瓦尔德（Grafenwald）、哈丁豪森（Hardinghausen）、霍尔特豪森（Holthausen）、基希黑伦中（Kirchhellen-Mitte）、奥弗哈根（Overhagen）等七个下属区。

## 历史
博特罗普市的名字源自中世纪的Borthorpe，意思就是山谷中的村庄。
1816年4月23号，博特罗普属于普鲁士公国威斯特法伦省下属的雷克灵豪森县。1821年，博特罗普和奥斯特费尔德（Osterfeld，今属于奥伯豪森）合并，并且与基希黑伦拥有共同的府联合体（Amtsverband）。
1856年开始采煤业在博特罗普兴起。1892年，奥斯特费尔德脱离博特罗普府（Amt Bottrop），自成一府。1921年1月，博特罗普脱离雷克灵豪森县，成为非县辖城市。1929年，奥斯特费尔德的冯德奥特（Vonderort）、埃森-博尔贝克（Essen-Borbeck）的埃伯尔（Ebel）与埃森的卡纳普（Karnap）并入博特罗普。
第二次世界大战期间，博特罗普地区的工厂被轰炸，重点因为该地区提炼油的工厂。在二战中该地区300人因轰炸致死。

## 地方政府改革
几个世纪以前，博特罗普是一个几百个居民的小村庄。19世纪开始人口高速增长因产业化的发展。博特罗普1800年约2000居民，一百年后已经有25000人。到1911年这一数字翻了一番，达到5万人。在1953年达到10万。
| 年     | 居民人数 |
| ------ | -------- |
| 1584   | 900      |
| 1782   | 1.661    |
| 1805   | 2.178    |
| 1818   | 2.214    |
| 1830   | 2.739    |
| 1858 ¹ | 3.871    |
| 1871 ¹ | 5.396    |
| 1880 ¹ | 7.724    |
| 1890 ¹ | 13.595   |
| 1895 ¹ | 18.015   |
| 1900 ¹ | 24.847   |
| 1905 ¹ | 34.284   |

| 年     | 居民人数 |
| ------ | -------- |
| 1910 ¹ | 47.162   |
| 1916 ¹ | 67.294   |
| 1917 ¹ | 68.210   |
| 1919 ¹ | 71.139   |
| 1925 ¹ | 77.197   |
| 1933 ¹ | 86.218   |
| 1939 ¹ | 83.385   |
| 1945   | 78.564   |
| 1946 ¹ | 80.724   |
| 1950 ¹ | 93.268   |
| 1956 ¹ | 104.816  |
| 1961 ¹ | 111.548  |

| 年     | 居民人数 |
| ------ | -------- |
| 1965   | 113.746  |
| 1970 ¹ | 106.657  |
| 1975 ² | 197.855  |
| 1980   | 114.571  |
| 1985   | 112.487  |
| 1987 ¹ | 114.640  |
| 1990   | 118.936  |
| 1995   | 120.642  |
| 2000   | 120.611  |
| 2005   | 119.356  |
| 2008   | 117.756  |

## 鲁尔区的波兰人
1875年博特罗普是人口6.600居民，1900年的数量翻了两番，百分之四十的人口是波兰后裔，又称鲁尔区波兰人。1911年，移民在煤矿工人中占百分之三十六。

## 政治
1919年城市宪章通过，博特罗普推出市长法，自1921年市长称为大市长。在纳粹的时间，市长由纳粹党任命。第二次世界大战结束后开始，博特罗普属于英国占领区，新市长的由英国军政府委任。1946年，通过英国式的市政宪法，成立市议会，市议会选举产生主席和市长，各党派代表成员选定市长。 1995年，军事委员会委派的政府解除了对城市管理。从那时起，只有全职市长，这也是政府首脑理事会主席。第一次1999年的市长进行直接选举。伯恩的，提什勒2009年以来出任这一位置。

### 市议会的政党组成
博特罗普市议会有七个政党: 北威州社民党, 北威州基督教民主联盟, 生态民主党, 德国绿党, 德国共产党，北威州自由民主党, 左翼 和博特罗普自由党.

## 伙伴城市
伙伴城市:
- 图尔宽, 法国,1967开始
- 布莱克浦, 英国,1980开始
- 柏林米特区
- 維斯普雷姆, 匈牙利,1987开始
- 梅泽堡, 萨克森-安哈尔特,1989开始
- 格利维采, 波兰, 2004开始

## 鲁尔2010-欧洲文化城市
博特罗普属于鲁尔2010-欧洲文化城市的一部分。

## 绿化及娱乐
博特罗普市公园区是城市的绿化中心区，坐落于公园里的奥弗贝克斯霍夫（Overbecks Hof）餐厅很有田园风情，公园里还有一个小的高尔夫球场，在博特罗普与奥伯豪森的交界处有一个公园区，环境优雅，森林里的一家餐厅瓦尔德霍夫很有特色。博特罗普的人工滑雪场也是西德最大的人工滑雪场之一。

## 大学
博特罗普还是西鲁尔大学校区的一部分，其中与经济有关的课程都在博特罗普进行。

## 城市的儿女
1. 1500 Johann Klopreis, 浸会使徒
2. 1888 - 19. März - Josef Albers, 画家, 艺术教育家(† 25. März 1976)
3. 1890 - 14. Januar - Franz Große-Perdekamp, 教育家, 艺术历史学家 († 30. Dezember 1956)
4. 1902 - 26. November—Stanisław Wierzbica, 天主教神父
5. 1906 - 20. Juli - Heinz Ludwig Hermann Krekeler, 物理化学家，政治家和大使(† 5. August 2003)
6. 1913 - 16. Dezember - Grete Thiele, 联邦议会议员(† 29. Dezember 1993)
7. 1916 - 14. Februar - Oskar Wielgos,作曲家(† 5. November 1986)
8. 1928 - 31. Oktober - August Everding, 导演, 汉堡国家歌剧院院长 1973–77, 巴伐利亚州立剧院总干事 († 26. Januar 1999)
9. 1929 - 16. Juli - Günther Schacht,萨尔州CDA名誉主席, von 1974 bis 1984 萨尔州环境部长，实际规划与建设
10. 1929 - 30. September - Erich Hochstädt, emer. Prof., 威廉港应用科技大学校长及下属院系的院长
11. 1940 - 15. Mai - Claus Spahn, 记者及住家
12. 1940 - 25. September - Werner Münch, 萨克森安哈尔特总理 (1991–1993)
13. 1942 - 26. April - Werner Biskup, 足球运动员及教练
14. 1943 - 24. Juni - Fred-Werner Bockholt, 足球运动员
15. 1947 - 25. März - Josef Wintjes, 70年代和80年代反传统文化杂志出版商(† 24. September 1995)
16. 1948 - 6. September - Andy Vine, 作家和诗人 († 5. Oktober 1985)
17. 1948 - 29. September - Theo Jörgensmann, 爵士音乐家
18. 1949 - 3. März - Werner Streletz, 记者和作家
19. 1950 - 12. April - Werner Boschmann, 出版商和作者
20. 1952 - Ludger Jochmann, 儿童作家
21. 1952 - Udo Sträter,新教神学家，教授  2010开始 马丁路德大学校长
22. 1953 - Martin Honert, Künstler, 德累斯顿美术学院教授
23. 1954 - Franziska Lukas, 修女。
24. 1954 - 24. Dezember - Ulrike Kriener, 演员
25. 1954 - 3. März - Dieter Drabiniok, 前成员和德国绿党创始成员
26. 1955 - 8. Februar Christoph Gusy, 法官
27. 1956 - 1. Mai - Michael Schophaus, 记者兼作家
28. 1957 - Helmut Gote, 记者和烹饪评论家
29. 1957 - 27. Januar - Thomas Spahn, 电视节目主持人和记者
30. 1959 - 26. Mai - Torsten Kyon, 漫画家，插画家和美术老师
31. 1960 - Frank Golischewski, 作者，作曲家，导演，表演和歌舞表演的钢琴家
32. 1961 - 17. Mai, Gisela Kinzel,运动员和奥运选手
33. 1962 - 6. Mai - Norbert Heisterkamp, 演员
34. 1963 - 22. August - Dirk Bakalorz, 足球运动员
35. 1965 - Markus Günther,作家和记者，在奥格斯堡汇报总编辑
36. 1968 - 30. Dezember - DJ Hooligan, 电台DJ，电子音乐制作人。

## 航空
博特罗普是国际航空BOT道路的灯塔。
博特罗普市拥有位于吉信海伦的施瓦茨海德机场的百分之四十六的股份，它提供了机动飞机，滑翔机和直升机休闲和商务航空旅行。该机场有很多飞行学校。

## 公路
通过博特罗普高速路有A2（奥伯豪森到柏林），A31博特罗普到埃姆登，A42由多特蒙德到坎普林特福德。还有B224公路。